# Guarigione della suocera di Pietro

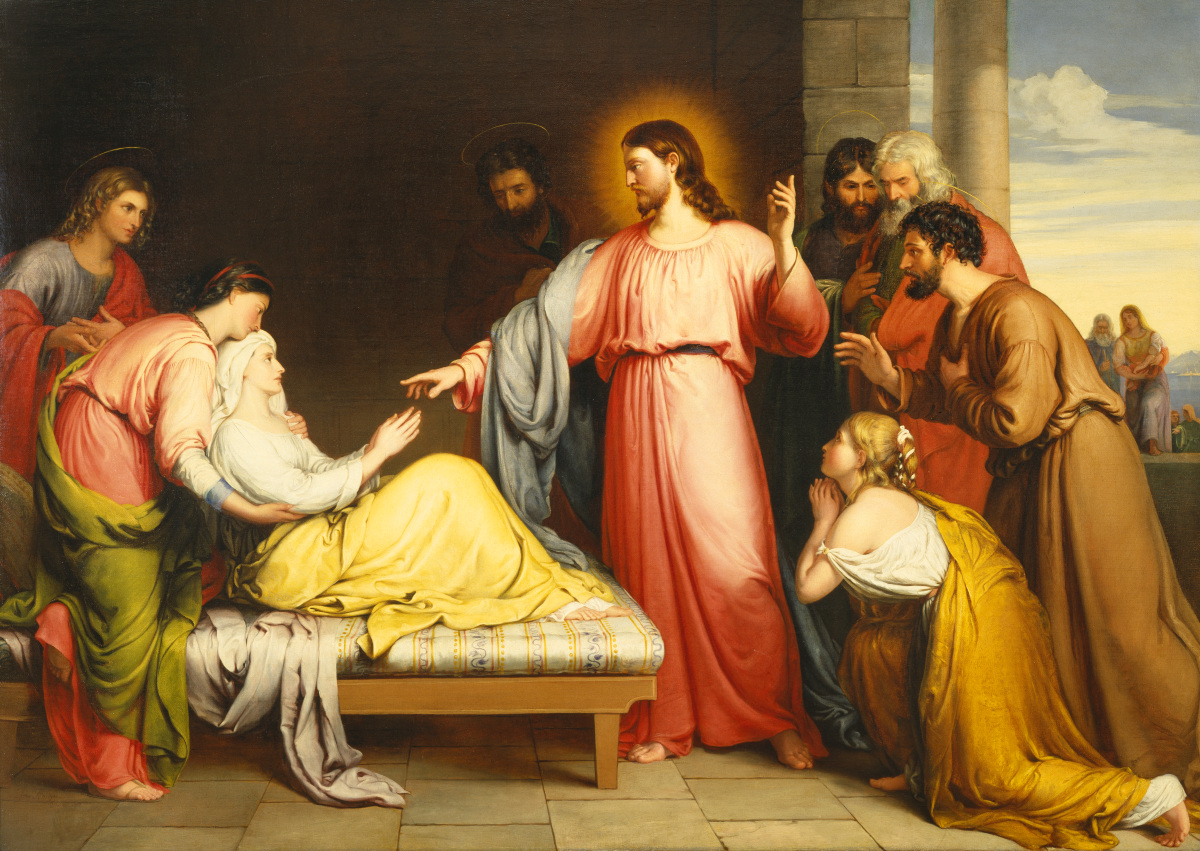
Guarigione della suocera di Pietro di John Bridges, diciannovesimo secolo.

La guarigione della suocera di Pietro è uno dei miracoli attribuiti a Gesù, narrato nei vangeli sinottici (Vangelo secondo Matteo Mt 8, 14-15, Vangelo secondo Marco Mc 1, 29-31, Vangelo secondo Luca Lc 4, 38-39).

## Descrizione
Nei Vangeli di Marco e Luca l'episodio è collocato all'inizio della predicazione di Gesù a Cafarnao. Dopo aver lasciato la sinagoga, dove aveva guarito l'indemoniato, Gesù si recò a casa di Pietro e Andrea, affiancato, per Marco, anche da Giacomo e Giovanni. Qui scorse la suocera di Pietro giacere su un letto in preda a febbre violenta e subito i suoi discepoli lo pregarono di risanarla. Gesù s'avvicinò al suo giaciglio, prese la donna per mano e la sollevò. Subito la febbre sparì e la donna, sentendosi completamente risanata, si mise a servirli. Secondo il racconto di Luca, Gesù intimò semplicemente alla febbre di lasciare la donna, mentre per Matteo Gesù si limitò a sfiorare la mano per risanarla.
Nella tradizione ebraica la febbre poteva essere conseguenza e sintomo anche di una condizione di peccato (Dt 28,15-18). L'episodio illustra la misericordia di Gesù, che si prende cura delle condizioni spirituali e fisiche degli uomini.